# Pietro Lando

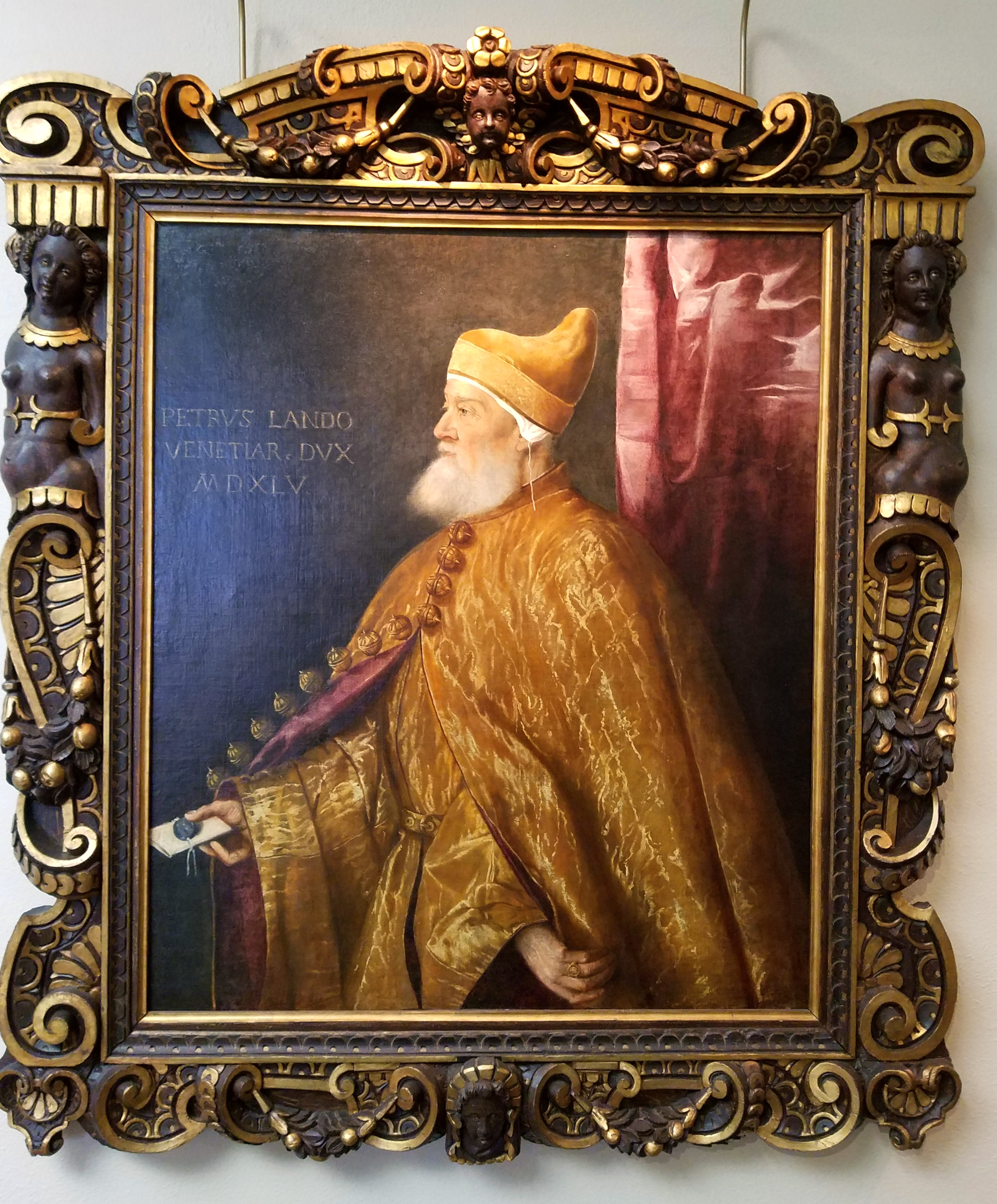
Porträt des Dogen im Stile Tizians, Öl auf Leinwand, um 1545; der Rahmen, im Stil Jacopo Sansovinos gehalten, entstand ebenfalls im 16. Jahrhundert. Das Gemälde stellt ausdrücklich „Petrus Lando / Venetiarum Dux / MDXLV“ dar.

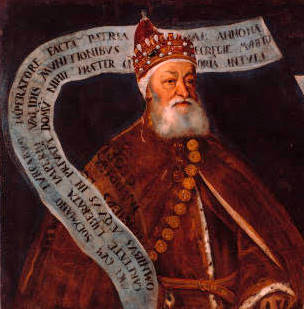
Pietro Lando, Gemälde des Domenico Tintoretto (1560–1635) aus dem Jahr 1590, Saal des Großen Rates im Dogenpalast (Detail)

Pietro Lando (* 1462 in Venedig; † 9. November 1545 ebenda) war, folgt man der staatlich gesteuerten Geschichtsschreibung der Republik Venedig, ihr 78. Doge. Er führte dieses höchste Amt der Republik von seiner Wahl am 19. Januar 1539 bis zu seinem Tod beinahe sieben Jahre lang.
Lando wurde ab 1496 in zahlreiche Ämter auf der Terraferma gewählt, dem venezianischen Teil Oberitaliens, saß aber auch immer wieder in der Quarantia, einer Art oberstem Gerichtshof, dem Rat der Vierzig sowie schließlich im Rat der Zehn und anderen Gremien des innersten Machtzirkels. Zwar führte er nur einmal eine Handelsflotte (muda) nach Alexandria, doch in den Jahren 1527 und 1528 kommandierte er auch eine Kriegsflotte nach Kreta und vor allem Apulien, wo unter seinem Kommando die Eroberung einer Reihe von Städten gelang. 1535 wurde er, wie üblich auf Lebenszeit, zum Prokurator von San Marco gewählt.
Während seiner Regierungszeit wurde 1540 der Krieg mit dem Osmanenreich unter territorialen und finanziellen Verlusten für Venedig beendet. Zudem wurde eine Reihe neuer Gremien auf Dauer eingerichtet und ausgeweitet.

## Familie

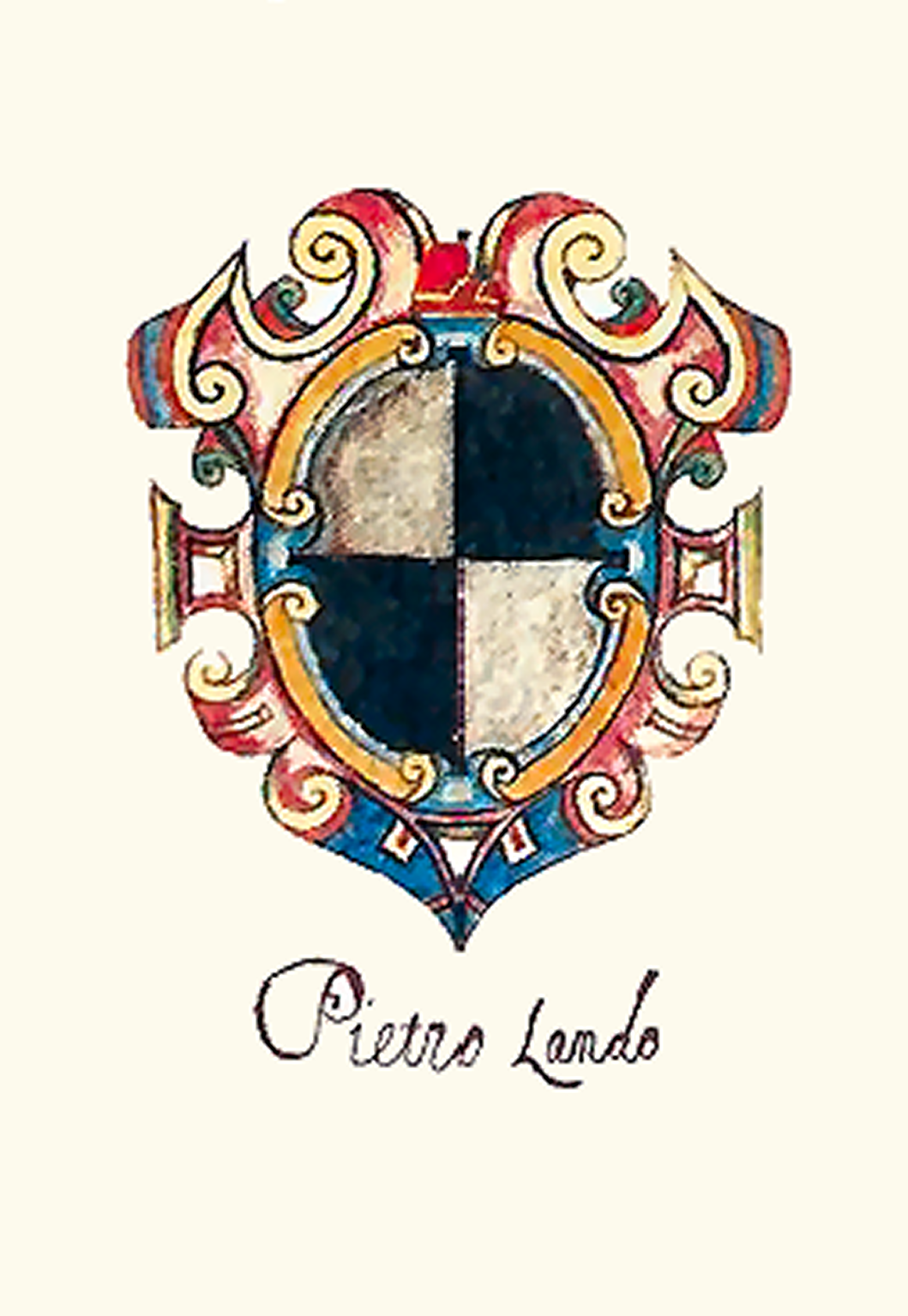
Wappen Pietro Landos, frühes 17. Jahrhundert

Die Familie Lando ist zum ersten Mal im Jahre 1151 in venezianischen Akten verzeichnet. Sie gehörte zu den case nuove.
Pietro Lando, der einzige Spross der Familie, der zum Dogen aufstieg, war ein Sohn des Senators Giovanni und der Stella Foscari (auch Marina genannt). Diese war eine Tochter des Prokuratoren von San Marco Filippo Foscari. Die Familie war in der Gemeinde San Simeone Profeta ansässig, auch San Simeone Grando genannt, die sich im Sestiere Santa Croce befindet. Er hatte zwei Brüder, nämlich Andrea, der Erzbischof von Candia, der Hauptstadt der venezianischen Kolonie Kreta wurde (heute Iraklio), und Polo. 1498 heiratete er Maria Pasqualigo di Cosimo da S. Giuliano, die ihm zwei Söhne schenkte, die auf die Namen Francesco und Giovanni getauft wurden.

## Leben

### Ämterlaufbahn (ab 1480/1496)
Seit seiner Jugend an humanistischen und philosophischen Fragen interessiert, denen er zeit seines Lebens nachging, war er zugleich seiner Familie verpflichtet, deren wirtschaftliche und finanzielle Unternehmungen er betrieb. Auch betätigte er sich im Rechtsbereich. Sein Vater starb früh, so dass es seine Mutter übernahm, ihn am 29. November 1480 bei der Avogaria di Comun vorzustellen. Diese vertrat die Rechtsinteressen der Kommune.

#### Bassano (1496–1498), Muda nach Alexandria (1498), Arsenal (1501), Aufsicht über Salzmonopol (1505)
Im März 1496 wurde er zum Podestà und Capitano von Bassano gewählt. Dieses Amt führte er bis zum Oktober 1498. Am 22. März 1498 wurde er zum Flottenführer (capitano) der Galeeren gewählt, die im Konvoi (muda) nach Alexandria fuhren. Am 11. Oktober 1501 wurde er Patrono am Arsenal, der geradezu industriellen Schiffsbauwerkstatt im Osten Venedigs, die Tausende von Arbeitern beschäftigte. In dieser Funktion eskortierte er die Königin von Ungarn nebst ihrem Gefolge über die Adria bis nach Segna (Senj). Am 3. Dezember 1505 übernahm er als Provveditore al Sal die Aufsicht über den überaus wichtigen Handel mit Meersalz.

#### Zuständigkeiten für die Terraferma (1507), Faenza (1508), Romagna (1509), weitere Ämter
Doch nun übernahm Lando zunehmend im engeren Sinne politische und administrative Aufgaben, wenn auch zumeist im Rahmen von Kollegien oder Gremien. Im März und unmittelbar anschließend im Dezember 1507 gehörte er den Cinque savi di Terraferma an, war also als einer von fünf Sachkundigen (Savi) für die Terraferma, das venezianische Oberitalien, zuständig. Am 30. April 1508 sollte er als Provveditore von Faenza Alvise Cappello ablösen. Am 2. April 1509 erfolgte die Wahl zum Provveditore in Romagna mit einem Salär von 80 Dukaten. Am 10. Mai wurde er jedoch von der Dominante zurückberufen, wie die Summe der zentralen Machtgremien bezeichnet wurde, um sich um seine dringlichsten Angelegenheiten zu kümmern, ohne dass genauer deutlich würde, um welche, wohl familiären Probleme es sich handelte. Am 2. Juni 1509 präsentierte er seinen Bericht (relazione) zu seiner Amtsführung.
Am 4. April 1511 wurde er erneut zum Savio di Terraferma gewählt, gehörte dann ab dem 1. Oktober der Quarantia an, dem höchsten Gerichtshof, und wurde am 31. Dezember abermals zum Savio di Terraferma gewählt. Während er noch dieses Amt ausfüllte, wurde er am 14. Juni 1512 als würdig erachtet, mit dem Statthalter des Kaisers, Bischof Matteo Gurgense (Matthäus Lang von Wellenburg), der auf dem Weg von Trient nach Rom war, zu verhandeln. Wieder am 28. September war er für die Terraferma zuständig und am 1. Oktober 1512 gehörte er abermals der Quarantia an. Am 29. März 1513 erhielt er wieder die besagte Terraferma-Aufgabe.
Nun lehnte er gelegentlich, was durchaus mit Bußgeldern geahndet wurde, die Wahl in einige Positionen ab. So wurde er zwar am 16. Mai zum Gesandten in Frankreich erhoben, doch lehnte er diese Aufgabe aus gesundheitlichen Gründen ab. Dann musste er am 28. Juni zusagen, an der zehnköpfigen Gesandtschaft teilnehmen, die zu Papst Leo X. nach Rom aufbrach. 1514 wurde er am 23. September vom Senat mit detaillierten Instruktionen ausgestattet, denn er sollte den erkrankten Botschafter Francesco Foscari ersetzen. Allerdings wurde auch Lando wegen Erkrankung noch vor seiner Abreise durch Marino Zorzi am 4. Dezember 1514 ersetzt.

#### Rat der Zehn (1515), im inneren Zirkel, Podestà von Padua (1518)
Am 1. Oktober 1514 abermals in die Quarantia gewählt, gab er diesen Posten am 11. März 1515 zugunsten des Rates der Zehn auf. Damit war Lando im innersten Machtzirkel angekommen. Am 26. Mai wurde er zum Governatore delle Entrate gewählt, war also für die Staatseinnahmen zuständig. Mehrfach wurde er zum Savio del Consiglio erkoren, nämlich von Juni bis Dezember 1516, dann von Oktober 1517 bis März 1518, wiederum von Oktober bis Dezember 1518. Damit erhielt er eine beratende Funktion im mächtigsten Gremium der Stadt. Nun wurde er jeweils am 1. Oktober der Jahre 1516 und 1517 in die Quarantia gewählt, den obersten Gerichtshof.
Mehrfach vertrat Lando die Sestieri im Dogenrat, die sechs Stadtteile, so Santa Croce (1. Oktober 1518), San Polo (1. Oktober 1521), schließlich Castello (26. Oktober 1526).
Am 5. Dezember 1518 übernahm er den Posten des Podestà von Padua, wo er sich für die Restaurierung der Baulichkeiten und die Reformierung der universitären Einrichtungen einsetzte. Danach übernahm er wiederum hohe Ämter als Savio, so in der ersten Jahreshälfte 1521 und 1523 im Consiglio, als Savio del Consiglio in addizione (3. April und 28. Juni 1525, 9. April und 23. Juni 1526). Dann war er als Provveditore sopra le vendite dei beni del Dominio 1522 für den Verkauf von Eigentum der Kommune zuständig. Schließlich saß er ab dem 17. August 1522 wieder im Rat der Zehn.

#### Capitano generale da Mar(1527), Kriegszug gegen Süditalien, Kreta (1527–1528)
Am 19. Juli 1527 wurde er durch den Senat zum Capitano generale da Mar erhoben, womit er die venezianische Flotte kommandierte. Mit 42 Galeeren und ausgestattet mit 15.000 Dukaten steuerte er Korfu an, um Franz I. von Frankreich gegen Kaiser Karl V. zu Hilfe zu eilen. Seine Fahrt setzte er nach Kreta fort, wo er Unruhen am Hafen von Canea im Westen Kretas unterdrückte. Auf dem Rückweg eroberte er die apulischen Städte Trani, Mola, Polignano, Monopoli, Otranto, Brindisi, die durch Vertrag mit Frankreich an Venedig fielen. In Venedig kam besonders gut an, dass er sich auf Sizilien der Weizenspeicher von Augusta bemächtigte, so dass er einen Schiffskonvoi nach Venedig entsenden konnte, das unter Teuerung litt. Der dortige Kastellan hatte die Herausgabe verweigert, Lando soll das Getreide dennoch bezahlt haben. Am 10. Juni 1528 besetzte Lando den Hafen von Neapel, doch musste sich die Flotte wegen des überraschenden Todes des Marschalls Odet de Foix zurückziehen, der ein Opfer der Pest geworden war. Auf der Rückfahrt eroberten die Venezianer auch noch Molfetta.

#### Savio del Consiglio, Podestà von Padua, Prokurator von San Marco (1535), Wahl zum Dogen (1539)
Wieder bekleidete er die beinahe schon übliche Position des Savio del Consiglio (Oktober 1529 bis März 1530, dann wieder Januar bis Juni 1535, erste Jahreshälfte 1536, Oktober bis Dezember 1537, Januar bis September 1538), erneut wurde er Podestà von Padua (3. August 1533), um am 16. Februar 1535 mit 836 Stimmen im Großen Rat in das höchst angesehene und immer auf Lebenszeit verliehene Amt eines Prokuratoren von S. Marco de supra gewählt zu werden. Darin wurde er zum Nachfolger des verstorbenen Daniele Renier.
Nach dem Tod des Dogen Andrea Gritti wurde er am 19. Januar 1539 in einer Wahl mit zwölf Abstimmungen gewählt, nachdem sein Gegner, der Prokurator Francesco Donà seine Kandidatur zurückgezogen hatte.

### Das Dogenamt

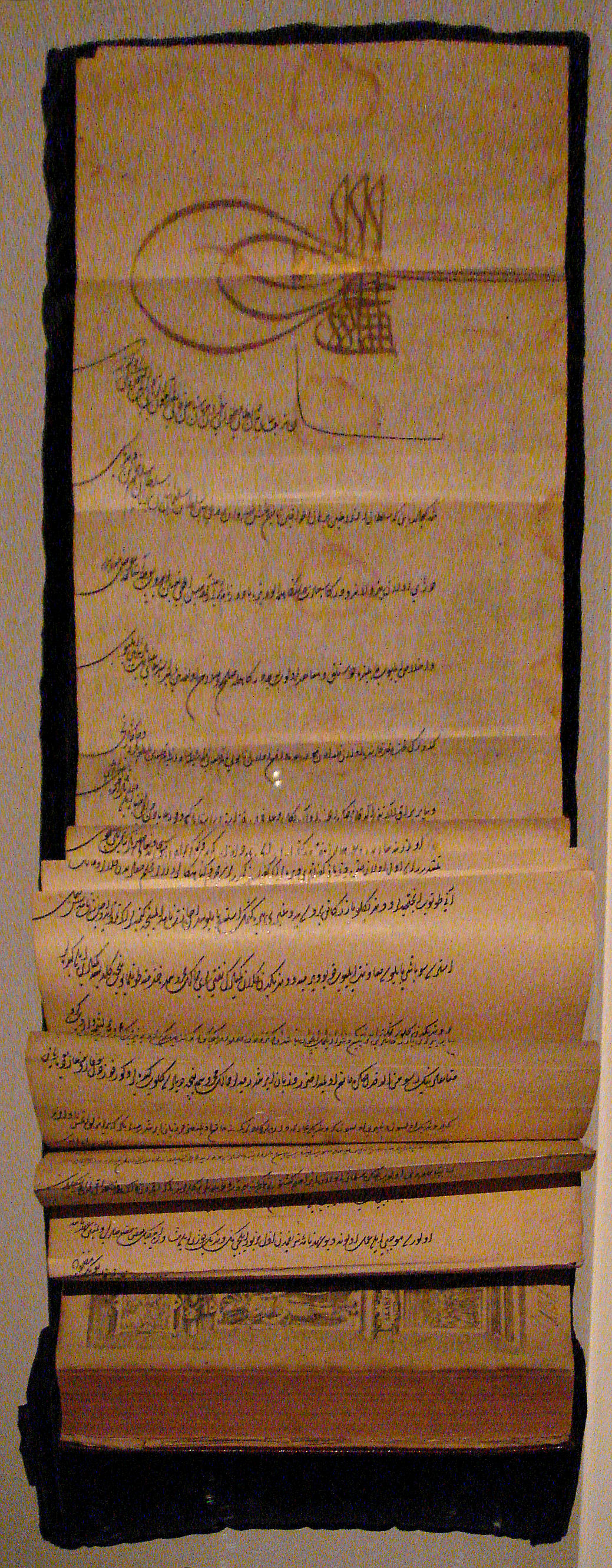
Kapitulation zwischen dem Osmanenreich und Venedig nach der Seeschlacht von Preveza, unterzeichnet am 2. Oktober 1540

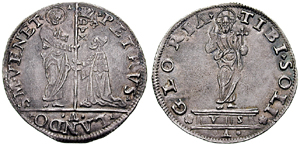
Unter Lando geprägte Münze: „PETRVS·LANDO·S·M·VENET“ auf dem Avers, „TIBI·SOLI· ·GLORIA“ auf dem Revers

Während seiner Amtszeit kam es zu bedeutenden Veränderungen und Ausweitungen im Verwaltungsapparat. So entstanden neue Magistraturen, wie die Inquisitori sopra la propalazion dei secreti (20. September 1539, sie untersuchten die Weitergabe von Staatsgeheimnissen), die Provveditori alle fortezze (24. September 1542, Befestigungsanlagen), die drei Auditori nuovissimi (30. März 1544), dann das Collegio della milizia da Mar (8. August 1545). Erweitert wurde das Collegio solenne alle acque (26. Januar 1543), das sich um die Lagune von Venedig kümmerte – es handelte sich eigentlich um eine mehrere Gremien und Behörden zusammenfassende, auf Dauer angelegte Mammuteinrichtung, die auch als Magistrato alle aque bekannt war. Dieser Magistrato alle aque, gegründet 1505, umfasste von Anfang an den Dogen, Savi der Terraferma und Savi grandi, die drei Häupter des Rates der Zehn, sowie 15 Senatoren. Sie setzte sich 1531 aus insgesamt 35 Senatoren zusammen, ab 1543 gar aus 40. Am 29. Juli 1544 kam es zu Änderungen in den Wahlverfahren des Großen Rates.
Es kam zu einem Friedensschluss mit dem osmanischen Sultan Süleyman I., allerdings zu einem hohen Preis. Venedig musste 1540 die Festungen Malvasia (Monemvasia) und Napoli di Romania (Nafplio) abtreten und in zwei Jahresraten 30.000 Dukaten zahlen. Zwar verhandelte Alvise Badoer als Botschafter geschickt, doch waren die Osmanen durch Spione gut über Venedig informiert. Sie wurden durch die Sekretäre Costantino und Nicolò Cavazza, die Komplizen von Agostino Abondio und Giovanni Francesco Valier informiert, die vom französischen Botschafter in Venedig, Guillaume Pellicier angeheuert worden waren. Dieser war seit 1539 in Venedig, wurde vom französischen König allerdings abberufen, als 1542 seine Spionagetätigkeit aufflog.
Allerdings konnte Venedig Marano Lagunare zurückgewinnen, das 1513 an das Kaiserreich gefallen war. Die Eroberung gelang im Januar 1542 durch den Capitano Beltrame Sachia vor dem Hintergrund der Neutralitätspolitik Landos.
Im Gegensatz zu seinem Vorgänger, der gleichfalls lange vor seinem Tod schwer erkrankte, wollte Lando nicht zurücktreten. Daher erfüllte ihn die Suche nach einem Nachfolger, auch wenn er den Gremien nicht mehr vorsitzen konnte, in seinen letzten Jahren mit Bitterkeit.

## Grabmal und Bilder

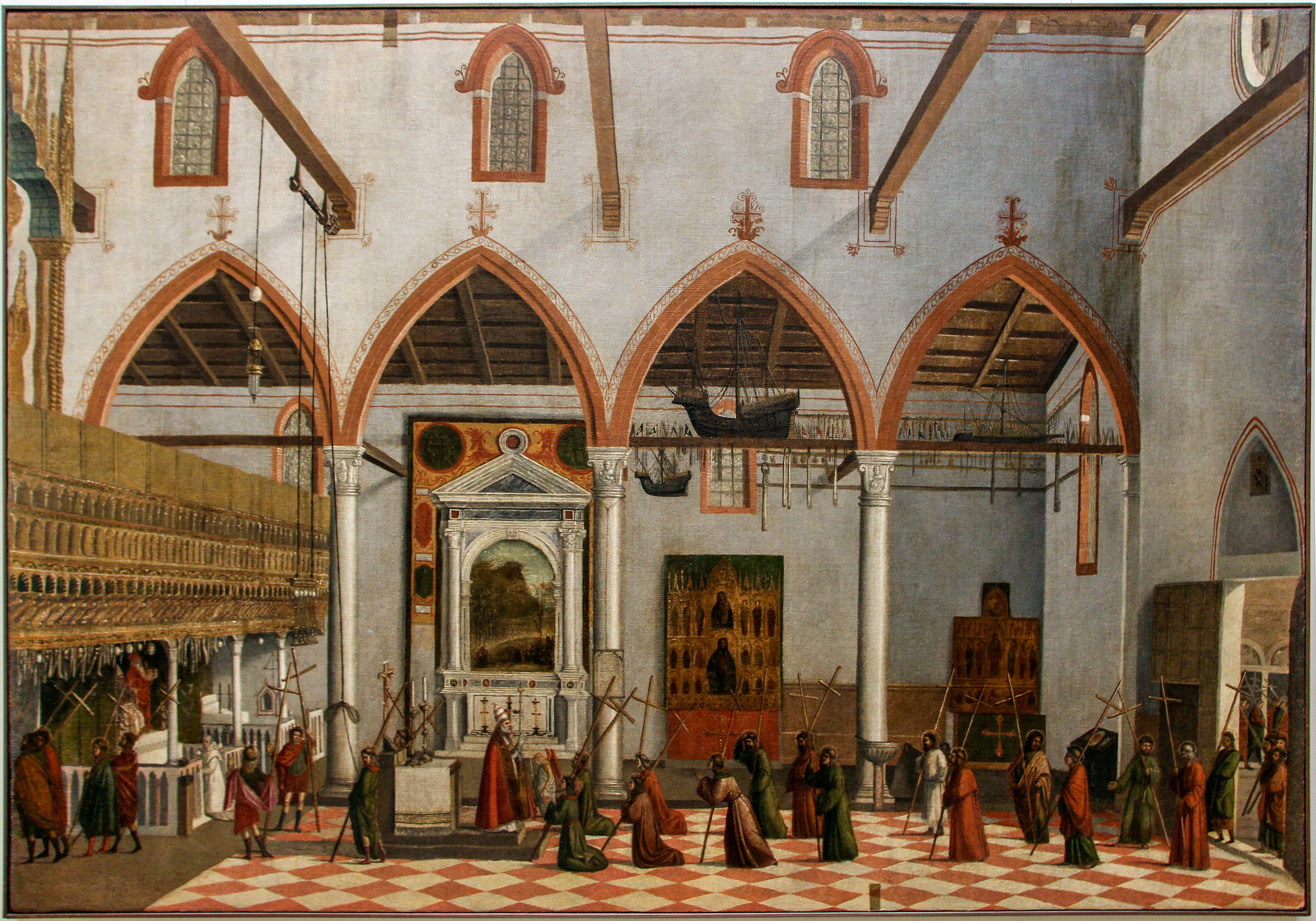
Innenraum der Kirche Sant'Antonio, die 1810 abgerissen wurde; Vittore Carpaccio 1515, Gallerie dell’Accademia – dort wurde Lando begraben.

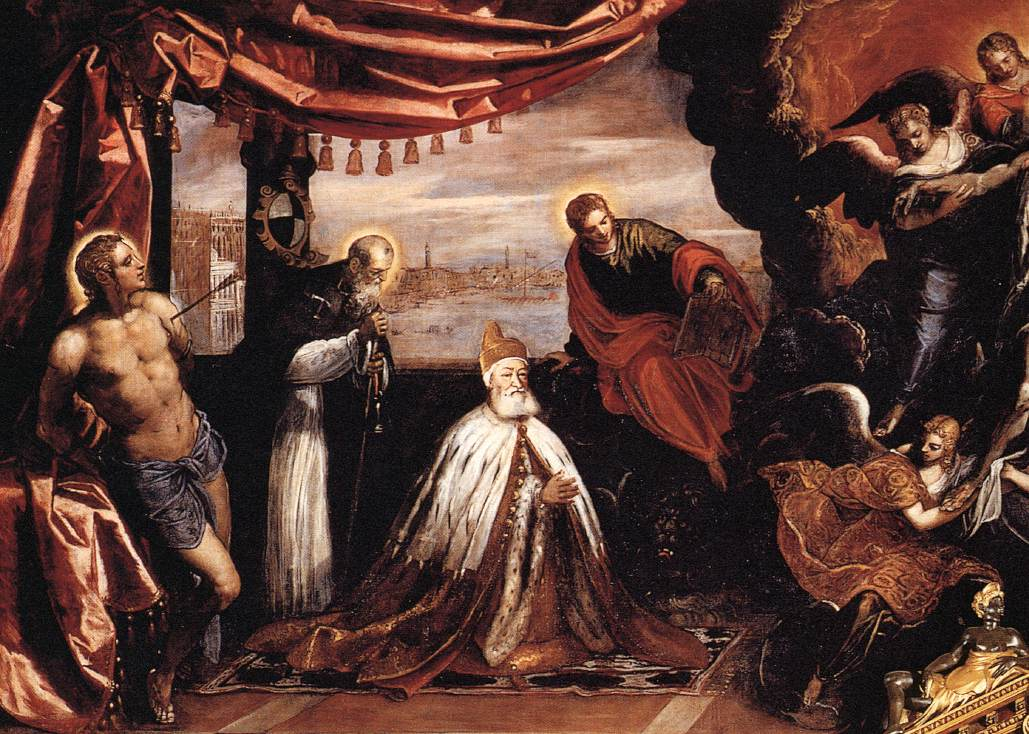
Jacopo Tintoretto: Der Leichnam des toten Christus, von Engeln getragen, wird von den Dogen Pietro Lando und Marcantonio Trevisan angebetet (Detail), Sala del Senato, Dogenpalast. Das Gemälde entstand zwischen 1581 und 1584. Es ersetzte ein Werk Tizians, das beim Brand von 1574 vernichtet worden war.

Pietro Landos Grabmal wurde in der 1810 abgerissenen Kirche Sant'Antonio di Castello errichtet. Der Kirche hatte Lando eine Kapelle für die hl. Madonna gestiftet. Die entsprechende Marmorstatue auf seiner letzten Ruhestätte ist verloren, sie stammte von Pietro Grazioli da Salò. Der Grabstein wurde ins Seminario patriarcale verbracht und später als Teil der Pflasterung umgenutzt.